# Амман, Симон
Симо́н Амма́н (нем. Simon Ammann, род. 25 июня 1981, Грабс) — швейцарский прыгун с трамплина, участник семи зимних олимпиад, 4-кратный олимпийский чемпион, чемпион мира и обладатель Кубка мира. Единственный швейцарец, выигрывавший олимпийское золото в прыжках с трамплина. Один из шести спортсменов в истории, кто выступал как минимум на 7 зимних Олимпийских играх.
Дебютировал в большом спорте в сезоне 1997—1998. Первый профессиональный прыжок Симон Амман совершил 29 декабря 1997 года на этапе Кубка мира в Оберстдорфе, где он не только квалифицировался, но и занял итоговое 15 место.

## Биография

### Детство и начало карьеры
Симон Амман родился в семье Маргит и Генриха Амманов и стал одним из пятерых детей. У его родителей была небольшая ферма в Унтервассере — небольшой деревушке около Грабса. Сам Симон говорит, что это место — небеса на земле, и он обязательно туда вернётся, как только закончит спортивную карьеру.
По словам спортсмена, в детстве на ферме его родителей не было даже телевизора, поэтому Симон Амман начал участвовать в спортивных соревнованиях, чтобы хоть как-нибудь заработать. Недалеко от Унтервассера есть место с названием Вилдхаус. Именно там, на небольшом трамплине для прыжков на лыжах и начал в 10 лет свои тренировки будущий олимпийский чемпион.
Дебют Симона Аммана в профессиональном спорте пришёлся на один из этапов Турне четырёх трамплинов — Оберстдорф — где шестнадцатилетний прыгун занял 15 место, удивив очень многих именитых спортсменов талантом и своим мастерством. Произошло это 29 декабря 1997 года.

### Профессиональная карьера

#### Сезон 1997—1998
И хотя начало профессиональной карьеры было довольно неплохим, остальные прыжки Симона в этом году вряд ли можно занести ему в актив. По итогам сезона 1997-98 он набрал всего 22 очка и занял итоговое 70 место в Кубке мира по прыжкам с трамплина.
В актив 16-летнего спортсмена можно отнести его попадание на Олимпийские игры в Нагано. Однако на них он себя не проявил и занял 35 место на трамплине К-90 и 39 место на трамплине К-120 в индивидуальных, а также 6 место в командных соревнованиях.

#### Сезон 1998—1999
Этот сезон для Симона Аммана до сих пор остаётся наихудшим в его спортивной карьере. За весь год он участвовал всего в 4 этапах Кубка мира. В Оберстдорфе занял 47 место, в Энгельберге — 33, в Фалуне — 37, а в Осло — 50. Таким образом, Симон не набрал ни одного очка, что не позволило ему занять хоть какое-нибудь место в итоговой классификации.

#### Сезон 1999—2000
Спортивный сезон 1999—2000 для Симона Аммана стал очень нестабильным. Однако частое прохождение квалификации не могло не радовать тренеров восемнадцатилетнего спортсмена и его поклонников. Особо нужно выделить этапы в Валь-ди-Фьемме (12 результат) и Хакубе (5 результат), где Амман на равных соперничал с Янне Ахоненом и Адамом Малышем. По итогам Кубка мира Симон набрал 46 очков и занял 45 место.

#### Сезон 2001—2002
Период расцвета спортивной карьеры Аммана приходится на сезон 2001—2002. Начав с невыразительного выступления в Куопио, где Амман занял всего лишь 41 место, далее он не опускается ниже 15 места. Наконец-то Симон поднимается на подиум — это случилось 16 декабря 2000 года на этапе Кубка мира в Энгельберге. Далее идут очень выразительные выступления в Предаццо и Оберстдорфе, где молодой спортсмен занимает соответственно 2 и 3 места. А 17 марта 2002 года во время заключительного этапа Кубка мира в Осло Симон Амман получает долгожданную победу. По итогам сезона у него 628 очков и очень почётное для 19-летнего прыгуна 7 место в Кубке мира.
Но ещё большим открытием Симон оказался на зимних Олимпийских играх в Солт-Лейк-Сити, на которых швейцарец завоевал 2 золотые медали. 

«Совершенно не удивлен своими дальними прыжками, но у меня и мысли не было, что выиграю! Перед последней попыткой я так нервничал! Старался сконцентрироваться только на прыжке и никак не мог отделаться от посторонних мыслей. А ведь раньше не испытывал с этим никаких проблем. Олимпийская медаль любого достоинства была моей мечтой»,
 — с такими словами он принял своё олимпийское золото.
Перед соревнованиями никто и предположить не мог, что Симон победит, тем более на 2-х трамплинах. И дело совсем не в его нестабильных и не очень выдающихся результатах. Просто именно в этом сезоне блистали два других прыгуна с трамплина: Адам Малыш в Кубке мира опережал ближайшего преследователя на несколько сотен очков, а Свен Ханнавальд победил в Турне четырёх трамплинов, завоевав первое место во всех 4-х его этапах. А Амман имел за плечами всего лишь участие в Олимпиаде в Нагано, где финишировал 35-м на 90-метровом и 39-м на 120-метровом трамплинах, 45-е место в Кубке мира прошлого года, 9-е в общем зачёте Кубка нынешнего сезона и травмы головы и спины после падения во время тренировки в Виллингене в январе 2002 года. Именно травма позволила сделать перерыв в Кубке мира, который оказался очень своевременным и нужным. Во всяком случае сам Амман говорит об этом так:

«Я получил время для отдыха и великолепную возможность „подзарядить свои батарейки“, то есть отдохнуть от бесконечных соревнований».
Симон захватил инициативу уже в первом прыжке, прыгнув по дальности на метр лучше Ханнавальда, а по качеству лучше Малыша (поляк допустил ошибку при приземлении и был наказан судьями). Таким образом, немцу и поляку во втором прыжке было необходимо отыгрываться. Малышу совершить чудо не удалось — дальность прыжка была на уровне, оценки за технику тоже, но неудача в первой попытке потянула его назад. А вот Ханнавальд продемонстрировал самый дальний полёт дня — 99 метров и с суммой 267,5 балла вышел в лидеры. Все решал последний прыжок швейцарца. И он не подвёл — прыжок оказался на уровне прыжка немца, и Швейцария получает долгожданную золотую медаль.
В соревнованиях на 120-метровом трамплине претендентов на победу после первого прыжка осталось четверо: Симон Амман, Свен Ханнавальд, Адам Малыш и финский прыгун с трамплина Матти Хаутамяки. Во втором прыжке швейцарец прыгает на 133 метра и становится недосягаем до всех, кроме Ханнавальда. Однако немец неудачно приземляется и становится всего лишь четвёртым. Симон Амман — двукратный олимпийский чемпион, Адам Малыш — второй, Матти Хаутамяки — третий. Это всего второй раз в истории зимних олимпийских игр, когда один спортсмен выиграл «золото» в прыжках и с 90-метрового и со 120-метрового трамплина: на Олимпиаде в Калгари этого же результат удалось добиться финну Матти Нюканену.

#### Сезон 2002—2003
Сезон 2002—2003 для Симона Аммана в Кубке мира сложился, мягко говоря, неудачно. Из 22 выступлений на этапах Амман всего 2 раза попал в десятку сильнейших (Гармиш-Партенкирхен — 6 результат и Осло — 5 результат) и 3 раза был среди двадцати лучших спортсменов (Хакуба — 10, Лахти — 11 и Планица — 12). За весь сезон Симон набрал весьма скромные для себя 202 очка и занял 28 место.

#### Сезон 2006—2007
После победы на Олимпиаде в Солт-Лейк-Сити у Симона началась депрессия, из которой спортсмен долго не мог найти выход. Она очень повлияла на его результаты. В Кубке мира 2002—2003 он был 28-м, в 2003—2004 — 13-м, в 2004—2005 — 23-м, в 2005—2006 — 17-м. И лишь в конце 2006 года Амман начал показывать довольно неплохие результаты. Уже на первом этапе Кубка мира в Куусамо он занял второе место, а уже в Лиллехаммере побеждает. По итогам Турне четырёх трамплинов и Северного турне он становится бронзовым призёром. После этапа в Бишофсхофене Симон не попал в 20-ку всего один раз, а в десятку 4 раза. Получив 1167 очков, он прочно обосновался на 3 месте в итоговой классификации.
В этом же сезоне Симон Амман впервые побеждает на Чемпионате мира в Саппоро на трамплине К-120, а на трамплине К-90 он же завоёвывает серебряную медаль.

#### Сезон 2007—2008
Это сезон для Симона был довольно стабильным — он все время показывал результаты на уровне 12-15 места. Однако Амман ни разу в нём не победил, а на подиум поднимался всего два раза: в Бишофсхофене и Закопане. В итоге 728 очков и 9 место.

#### Сезон 2008—2009
Начав этот сезон с убедительной победы в Куусамо, Симон Амман продолжил побеждать в Тронхейме, Праджелато, Энгельберге и Оберстдорфе. За целых 13 стартов Амман не поднялся на подиум только один раз — на заключительном этапе Турне четырёх трамплинов в Инсбруке. Далее он показывал не менее хорошие результаты на полётных трамплинах, которые позволили ему занять второе место в Кубке мира с 1776 очками, уступив лишь неудержимому в этом сезоне Грегору Шлиренцауэру.
В 2009 году на Чемпионате мира в Либереце Симон Амман пополнил свою коллекцию наград бронзовой медалью за выступления на трамплине К-90, уступив Вольфгангу Лойцлю и все тому же Грегору Шлиренцауэру.

#### Сезон 2009—2010

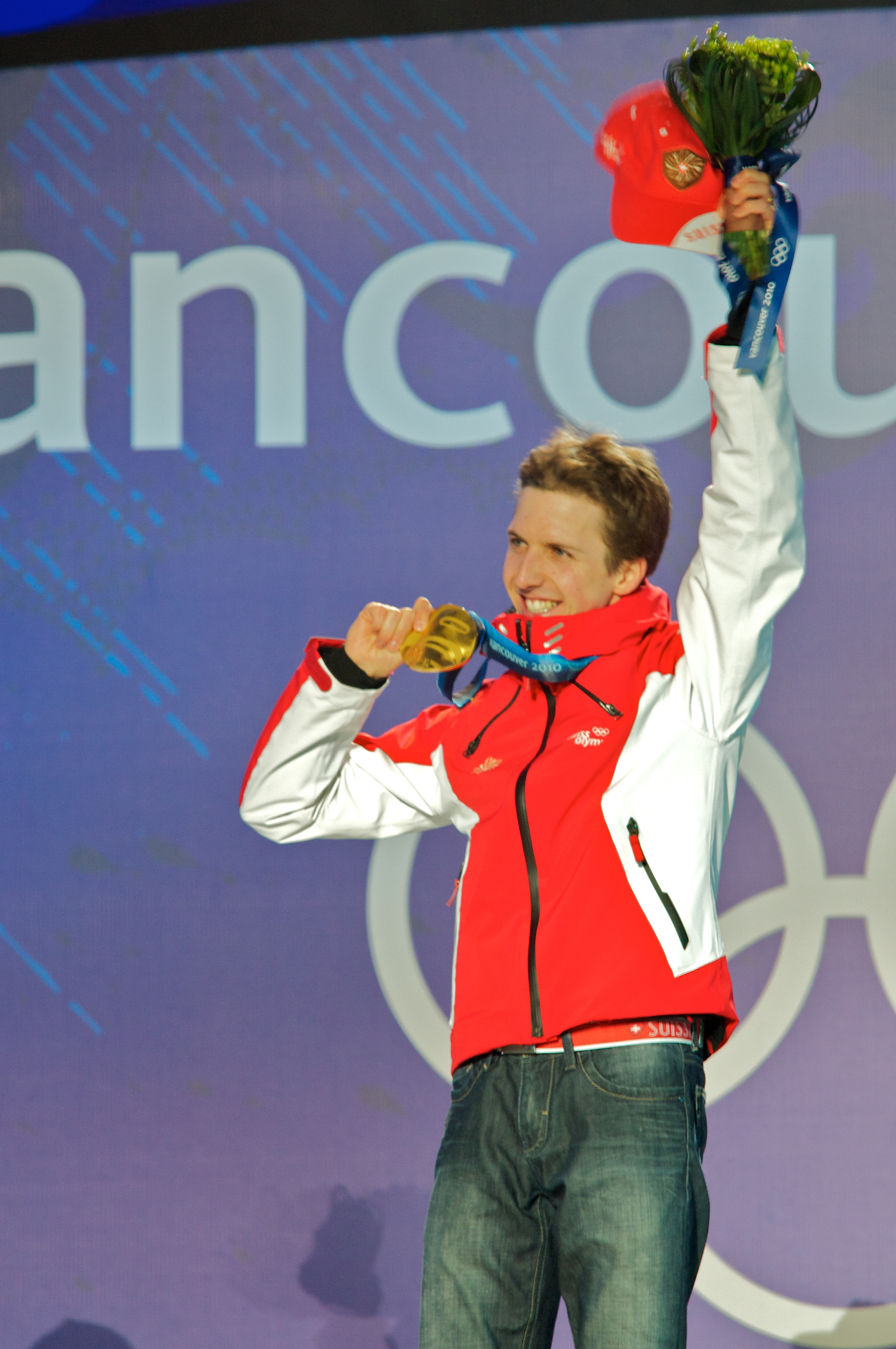
4-е индивидуальное олимпийское золото Симона Аммана (Ванкувер 2010 — Трамплин К-120)

Весь сезон 2009—2010 у Симона Аммана проходит в сильной конкуренции с Грегором Шлиренцауэром. До начала Олимпийских игр в Ванкувере Амман опережал австрийского прыгуна с трамплина на 57 очков.
К зимним олимпийским играм в Ванкувере Симон Амман готовился, не прерывая свои выступления в Кубке мира. Возможно, именно это в значительной степени повлияло на результаты швейцарца. Уже в квалификации на трамплине К-95 он поразил всех своих конкурентов рекордным на тот момент прыжком на 109 метров. Первый раунд принёс довольно много неожиданностей: австрийцы Андреас Кофлер и Вольфганг Лойцль, претендовавшие на самые высокие места, не попали даже в первую десятку, Михаэль Урманн занял второе место, при этом не показывая в Кубке мира серьёзных результатов, а Грегор Шлиренцауэр — один из главных претендентов на золото игр — попал лишь на 7-е место. Третье место предварительно занял Адам Малыш, а первое, как и прогнозировали, досталось Симону Амману. Таким образом всё решалось во второй попытке. Грегор Шлиренцауэр совершает небольшой подвиг, прыгает на 106,5 метров и становится предварительным лидером. Однако впереди прыжки Адама Малыша и Симона Аммана. Поляк, прыгнув на 105 метров, всё-таки опережает австрийца на 1,5 балла, а вот Симон Амман вновь всех удивляет — его прыжок становится рекордным для основных соревнований на трамплине К-95 — 108 метров, 276,5 баллов и третье олимпийское золото швейцарца. А через несколько дней на трамплине К-120 Амман завоёвывает своё четвёртое олимпийское золото. После Олимпиады Симон стал победителем Северного турне. Впервые в своей карьере Симон стал обладателем Кубка мира, став первым швейцарским прыгуном с трамплина, получившим эту награду. 20 марта 2010 года стал победителем чемпионата мира по полётам на лыжах, лишь из-за низкого старта со стола отрыва не побив при этом мировой рекорд.
Общий зачёт Кубка мира по прыжкам с трамплина 2009—2010 (на 15.03.2010):
1. Симон Амман — 1649 очков.
2. Грегор Шлиренцауэр — 1368 очков.
3. Томас Моргенштерн — 944 очка.

## Личные данные
- Языки — немецкий, английский, французский
- Увлечения — музыка, сноубординг, маунтинбайк, парашютный спорт
- В национальной команде — с 1997 года
- В 2006 году Симон Амман окончил инженерный факультет Швейцарскую высшую техническую школу по специальности «Информационные технологии и электротехника»
- Женат на русской девушке Яне Яновской. Свадьба состоялась 25 июня 2010 года, в день рождения Аммана[1].
- Цвет волос — каштановые
- Цвет глаз — серо-голубые
- Любимый цвет — зелёный
- Любимая музыкальная группа — Metallica

## Результаты

### Зимние Олимпийские игры
| Олимпийские игры    | Средний трамплин | Большой трамплин | Мужские команды | Смешанные команды |
| ------------------- | ---------------- | ---------------- | --------------- | ----------------- |
| 1998 Нагано         | 35               | 39               | 6               | н/д               |
| 2002 Солт-Лейк-Сити | 1                | 1                | 7               | н/д               |
| 2006 Турин          | 38               | 15               | 7               | н/д               |
| 2010 Ванкувер       | 1                | 1                | —               | н/д               |
| 2014 Сочи           | 17               | 23               | —               | н/д               |
| 2018 Пхёнчхан       | 11               | 13               | —               | н/д               |
| 2022 Пекин          | 25               | 25               | 8               | —                 |

Зимние Олимпийские игры
2002 — Солт-Лейк-Сити, 1 место — трамплин К-90
2002 — Солт-Лейк-Сити, 1 место — трамплин К-120
2010 — Ванкувер, 1 место — трамплин К-90
2010 — Ванкувер, 1 место — трамплин К-120
Чемпионат мира по лыжным видам спорта
2009 — Либерец, 3 место — личное первенство
2007 — Саппоро, 1 место — личное первенство
2007 — Саппоро, 2 место — личное первенство
Чемпионат мира по полетам на лыжах
2008 — Оберстдорф, 8 место
2010 — Планица, 1 место
Этапы Кубка мира по прыжкам с трамплина
2001 — Энгельберг, 2 место
2001 — Предаццо, 3 место
2001 — Предаццо, 2 место
2001 — Оберстдорф, 3 место
2001 — Осло, 1 место
2004 — Парк Сити, 2 место
2004 — Лиллехаммер, 2 место
2004 — Осло, 2 место
2006 — Куусамо, 2 место
2006 — Лиллехаммер, 1 место
2006 — Энгельберг, 2 место
2007 — Инсбрук, 3 место
2007 — Бишофсхофен, 3 место
2007 — Клингенталь, 2 место
2007 — Осло, 1 место
2007 — Планица, 2 место
2007 — Планица, 2 место
2008 — Бишофсхофен, 3 место
2008 — Закопане, 3 место
2008 — Куусамо, 1 место
2008 — Тронхейм, 1 место
2008 — Праджелато, 1 место
2008 — Праджелато, 2 место
2008 — Энгельберг, 1 место
2008 — Энгельберг, 3 место
2008 — Оберстдорф, 1 место
2008 — Гармиш-Партенкирхен, 2 место
2009 — Оберстдорф, 2 место
2009 — Тауплиц, 2 место
2009 — Тауплиц, 3 место
2009 — Закопане, 3 место
2009 — Виллинген, 2 место
2009 — Лахти, 2 место
2009 — Куопио, 2 место
2009 — Викерсунд, 2 место
2009 — Планица, 3 место
2009 — Лиллехаммер, 1 место
2009 — Энгельберг, 1 место
2009 — Энгельберг, 2 место
2009 — Энгельберг, 1 место
2010 — Гармиш-Партенкирхен, 3 место
2010 — Инсбрук, 2 место
2010 — Бишофсхофен, 3 место
2010 — Тауплиц — 2 место
2010 — Саппоро — 1 место
2010 — Лахти , 1 место
2010 — Куопио , 1 место

## Победы на этапах Кубка мира
| Дата             | Этап                | Зачет  |
| 17 марта, 2002   | Осло                | личный |
| 12 февраля, 2006 | Лиллехаммер         | личный |
| 18 марта, 2007   | Осло                | личный |
| 29 ноября, 2008  | Куусамо             | личный |
| 7 декабря, 2008  | Тронхейм            | личный |
| 13 декабря, 2008 | Праджелато          | личный |
| 20 декабря, 2008 | Энгельберг          | личный |
| 29 декабря, 2008 | Оберстдорф          | личный |
| 6 декабря, 2009  | Лиллехаммер         | личный |
| 18 декабря, 2009 | Энгельберг          | личный |
| 20 декабря, 2009 | Энгельберг          | личный |
| 17 января, 2010  | Саппоро             | личный |
| 3 февраля, 2010  | Клингенталь         | личный |
| 7 марта, 2010    | Лахти               | личный |
| 9 марта, 2010    | Куопио              | личный |
| 12 марта, 2010   | Лиллехаммер         | личный |
| 14 марта, 2010   | Осло                | личный |
| 1 января, 2011   | Гармиш-Партенкирхен | личный |
| 22 января, 2011  | Закопане            | личный |
| 13 марта, 2011   | Лахти               | личный |

| \| 2013/14 Итоги \| \| \| \| \| \| \| \| \| \| \| \| \| \| \| \| \| \| \| \| \| \| \| \| \| \| \| \| \| \| \| \| \| \| \| \| Очков \| Место \| Ком \| Инд \| Инд \| Инд \| См \| Инд \| Инд \| Инд \| Инд \| Инд \| Инд \| Т4Т \| Т4Т \| Т4Т \| Т4Т \| Пол \| Пол \| Инд \| Ком \| Инд \| Инд \| Инд \| Инд \| Инд \| Инд \| Инд \| Инд \| Инд \| Инд \| Инд \| Инд \| Ком \| Инд \| \| 534 \| 2 \| 9 \| 7 \| 16 \| × \| — \| 28 \| 19 \| 3 \| 2 \| 11 \| 17 \| 1 \| 3 \| 2 \| 4 \| — \| — \| — \| — \| — \| — \| — \| — \| — \| — \| — \| — \| — \| — \| — \| — \| — \| — \| |               |          |          |           |           |          |          |          |          |          |           |           |          |          |         |         |         |         |        |        |        |        |        |          |          |        |           |           |           |          |          |          |          |          |
| Инд — индивидуальные соревнования Пол — прыжки с полётных трамплинов Ком — командные соревнования Т4Т — Турне четырёх трамплинов См — смешанные командные соревнования Q — спортсмен не прошёл квалификацию DNS — спортсмен был заявлен, но не стартовал DNF — спортсмен стартовал, но не финишировал DSQ — спортсмен финишировал, но дисквалифицирован — — спортсмен не участвовал в этом этапе × — соревнования отменены |               |          |          |           |           |          |          |          |          |          |           |           |          |          |         |         |         |         |        |        |        |        |        |          |          |        |           |           |           |          |          |          |          |          |
| 2013/14 Итоги | 2013/14 Итоги | Германия | Германия | Финляндия | Финляндия | Норвегия | Норвегия | Норвегия | Германия | Германия | Швейцария | Швейцария | Германия | Германия | Австрия | Австрия | Австрия | Австрия | Польша | Польша | Польша | Япония | Япония | Германия | Германия | Швеция | Финляндия | Финляндия | Финляндия | Норвегия | Норвегия | Словения | Словения | Словения |
| Очков | Место         | Ком      | Инд      | Инд       | Инд       | См       | Инд      | Инд      | Инд      | Инд      | Инд       | Инд       | Т4Т      | Т4Т      | Т4Т     | Т4Т     | Пол     | Пол     | Инд    | Ком    | Инд    | Инд    | Инд    | Инд      | Инд      | Инд    | Инд       | Инд       | Инд       | Инд      | Инд      | Инд      | Ком      | Инд      |
| 534 | 2             | 9        | 7        | 16        | ×         | —        | 28       | 19       | 3        | 2        | 11        | 17        | 1        | 3        | 2       | 4       | —       | —       | —      | —      | —      | —      | —      | —        | —        | —      | —         | —         | —         | —        | —        | —        | —        | —        |

## Интересные факты
- Свой рекордный для себя прыжок на 236,5 метров Симон Амман совершил в сезон 2009—2010 в Планице.
- Симон — второй прыгун с трамплина, которому удалось за одну олимпиаду завоевать обе золотые медали. Первый раз это удалось Матти Нюканену на Олимпиаде в Калгари.
- После Олимпиады в Солт-Лейк-Сити Симон стал настолько знаменит, что его пригласили 20 февраля 2002 года в очень популярное в США «Позднее шоу с Дэвидом Леттерманом».
- В 2002 году Симон Амман получил приз «Лучший спортсмен Швейцарии», опередив Роджера Федерера.